# Grigori Zontov
Grigori Sergeevich Zontov (ruso: Григорий Сергеевич Зонтов) nacido el 14 de marzo de 1972 en Leningrado, URSS. Saxofonista, compositor y voz de apoyo del grupo Spitfire.

## Biografía
Nacido el 14 de marzo de 1972. Comenzó a relacionarse con la música cuando era estudiante en el año 1989. Fue entonces que los amigos de Grigori tuvieron la idea de crear su propio grupo musical y le aconsejaron que aprendiera a tocar el saxofón. en el año 1989 entró a la Escuela de Música de Leningrado Saltikova-Shchedrina, donde hasta 1990- 1991 aprendió a tocar el clarinete. Al mismo tiempo Zontov debutó como músico profesional, se unió al grupo de rockabilly The Filibusters. En 1992 como saxofonista, Grigori se convirtió en miembro de Stunnin' Jivesweet,uno de los más exitosos grupos de rockabilly de San Petersburgo de mediados de los 90.
En 1993, Zontov se reunió con Denís Kuptsov y Konstantin Limonov, los creadors de Spitfire.
En marzo de 1994 se marcó el inicio de Zontov en Spitfire, que por entonces se había acordado agregar una sección de vientos a la banda, que además de Zontov, a Spitfire se unió otro músico de Stunnin' Jivesweet, el trompetista Aleksei Pushkarev.
Junto con Zontov y Pushkarev se hizo la primera grabación de demostración de Spitfire con las canciones "Simply Can Get Up", "I Wanna See You" y "Swamp Lago". Uno de los primeros concierto de Spitfire para Zontov fue el festival "AEROFUZZ". Luego en 1994, Grigori se fue a la escuela de Música Musorgskogo, donde se egraduó con éxito en el año 1999.
Es autor y co- autor de numerosas pistas de Spitfire: "Noisy crew" (1997, co- autor), "Running down" (1998, co- autor), "Corny Jokes" (2003), "The Game" (2003), "Suffering" (2003), "Another try" (2003), "Kids" (2007). En paralelo con las actividades de Spitfire Grigori también participa en Saint Petersburg Ska Jazz Review, como saxofonista y autor de una serie de canciones.
En el periodo comprendido entre febrero de 2002 y diciembre de 2008 fue saxofonista tenor del grupo Leningrad.

## Enlaces
- sitio web de Spitfire
- Antiguo sitio web de Leningrad
- sitio oficial en MySpace
- Sitio oficial en MySpace

- Datos: Q4193874